# Declic dentro Florence
Declic dentro Florence (Le déclic) è un film del 1985 diretto da Jean-Louis Richard.
Il soggetto è ispirato al fumetto Il gioco di Milo Manara.

## Trama
Lo scienziato dottor Fez, per vendicarsi del rifiuto alle sue profferte sentimentali di Claudia, giovane moglie bellissima ma frigida d’un attempato industriale, escogita un marchingegno per farle perdere ogni inibizione sessuale.